# 近江屋久次郎
近江屋 久次郎（おうみや きゅうじろう、生没年不詳）とは江戸時代末期から明治時代にかけての江戸の地本問屋。

## 来歴
近久と略す。亀遊堂と号す。近江屋久助とも。沢氏。沢久次郎とも。幕末から明治期に江戸の本町2丁目、後に横山町2丁目、堺町横町、住吉町裏河岸、明治10年（1877年）に亀井町26番地、明治27年（1894年）には日本橋区馬喰町2丁目1番地において地本問屋を営業している。始めは嘉永年間から安政2年（1855年）にかけて南鍋町2丁目兼三郎店で亀遊堂とも号して浜田屋徳兵衛の名前で地本問屋を営業しており、嘉永期に伊勢屋三次郎から地本問屋株を譲り受けて仮組に加入した。安政2年7月に本町2丁目嘉助店に移転した。この時期には3代目歌川豊国の作品を出版しており、源氏絵にその名がみられる。
安政2年9月に浜田屋徳兵衛から名前を近江屋に改めている。落合芳幾、月岡芳年、4代目歌川国政の錦絵を出版している。

## 作品
- 落合芳幾 「いこくことば らんご」 大判 錦絵揃物 万延1年（1860年）‐文久1年（1861年）
- 月岡芳年 「美勇水滸伝」 大判 錦絵揃物
- 4代目歌川国政 「東京新吉原仲之街栄盛乃図」 大判3枚続 錦絵 明治3年（1870年）
- 4代目歌川国政 「鹿児島新聞之内 田原坂進撃之図」 大判3枚続 錦絵 明治10年（1877年）
- 4代目歌川国政 「広島大本営軍議之図」 大判3枚続 錦絵 明治27年（1894年）